# Марк Волузий
Марк Волузий (на латински: Marcus Volusius) е римлянин от втората половина на 5 век пр.н.е. от фамилията Волузии.
През 461 пр.н.е. младият Кезо Квинкций, противник на плебеите, е даден на съд от народния трибун Авъл Вергиний заради лошите му маниери, а той се присмива. Тогава Марк Волузий обвинява Кезо в убийство на брат му в пияно състояние. Кезо е арестуван и затворен. Десет граждани събират и плащат гаранция от 30.000 аси. Той е пуснат и бяга в Етрурия.